# Сатосё
Сатосё (яп. 里庄町 Сатосё:-тё:) — посёлок в Японии, находящийся в уезде Асакути префектуры Окаяма. Площадь посёлка составляет 12,23 км², население — 10 862 человека (1 августа 2014), плотность населения — 888,14 чел./км².

## Географическое положение
Посёлок расположен на острове Хонсю в префектуре Окаяма региона Тюгоку. С ним граничат города Касаока, Асакути.

## Население
Население посёлка составляет 10 862 человека (1 августа 2014), а плотность — 888,14 чел./км². Изменение численности населения с 1980 по 2005 годы:
| 1980 | 9038 чел.   |  |
| 1985 | 9975 чел.   |  |
| 1990 | 10 589 чел. |  |
| 1995 | 10 583 чел. |  |
| 2000 | 10 782 чел. |  |
| 2005 | 10 823 чел. |  |

## Символика
Деревом посёлка считается камелия.